# جرمی گلب‌وکس
جرمی گِلب‌وَکس (انگلیسی: Jeremy R. Gelbwaks؛ زادهٔ ۲۲ مهٔ ۱۹۶۱) بازیگر کودک اهل ایالات متحده آمریکا است. وی بین سال‌های ۱۹۷۰ تا ۱۹۷۱ میلادی فعالیت می‌کرد.

## گزیده فیلمشناسی
- خانواده پارتریج[۱][۲][۳] (۱۹۷۱–۱۹۷۰)